# Цветаев, Лев Алексеевич
Лев Алексеевич Цветаев (1777—1835) — российский юрист, заслуженный профессор и декан нравственно-политического факультета Московского университета.

## Биография
Сын священника. В 1783—1795 годах учился в Славяно-греко-латинской академии. Окончив с отличием академию, уволился из духовного звания и поступил в Московский университет. Слушал лекции профессоров Шадена, Баузе, Сохацкогог, Чеботарёва. Успехи в учёбе были в 1797 году отмечены серебряной медалью. По окончании университетского курса в 1798 году «по экзамену произведён в бакалавры».
В конце 1801 года для подготовки к занятию профессорской кафедры направлен за границу (сопровождал куратора университета князя Ф. Н. Голицына и в течение трёх лет сына К. В. Долгорукой и её семейство). В Гёттингенском университете слушал Августа Шлёцера и Густава Гуго, защитил диссертацию на степень доктора философии. В Париже слушал лекции Ж. Бернарди, излагавшего взгляды французских энциклопедистов XVIII века, был принят в членом Парижской академии законодательства (1804) и Гальванического общества; наблюдал за работой по разработке положений «Кодекса Наполеона». Вёл дневниковые записи, которые легли в основу дважды изданной в Москве книги «Панорама Парижа» (1805, 1822).
По возвращении в Россию в должности экстраординарного профессора с января 1805 года начал преподавать в Московском университете курсы по истории законодательства и теории гражданских и уголовных законов. В слове «О взаимном влиянии наук на законы и законов на науки» Цветаев доказывал, что русское законодательство по мере распространения наук и просвещения должно становиться всё более просвещённым и гуманным. В слове «О силе и происхождении законов» обосновывал необходимость курса теории законодательства как важнейшей из наук, поскольку в этом курсе должна идти речь о человеке, его благе, собственности, безопасности и чести. Считал, что законодательство должно сопровождаться внимательным отношением к народной морали, которую следует обогащать просвещением и воспитанием. Развитие правовых знаний связывал с развитием общества. Как образец в развитии права выделял Англию, где существовала «Великая хартия вольностей», «Хабеас корпус акт» и суд прияжных. Английскому праву противопоставлял французское. Прямую ответственность за ужасы Французской революции возлагал на представителей радикального крыла просвещения Ж. Ж. Руссо, Г. Т. Рейналя, Г. Б. Мабли. Считал, что «романтики-законодатели» приписывали людям такие права, которых они никогда не имели и не могли иметь. В результате «ни один народ с большим бешенством не завоёвывал мнимой свободы и не оставлял бы её с большим равнодушием».
Л. А. Цветаев издал курс лекций «Краткая теория законов», где отражены основные идеи французской энциклопедической школы (Ш. Монтескьё, Ж. Бернарди, К. Пасторе, И. Бентам). Останавливаясь на происхождении крепостного права в России, Цветаев с просветительских позиций квалифицировал его как «рабство» и указывал на право владельцев отпускать рабов на волю.
Среди слушателей Цветаева в 1800-е годы были многие декабристы (Н. И. Тургенев, И. Д. Якушкин и др.), на которых его лекции оказали заметное влияние.
Участвовал в работе Комиссии по составлению законов (в Санкт-Петербурге) (1810).
В разное время читал естественное, гражданское, уголовное и общенародное право и политическую экономию, но главным предметом было римское право. Занимал кафедру прав знатнейших древних и новых народов, главное внимание уделял римскому праву; вместе с тем преподавал естественное политическое и народное право, а также в 1820-х гг. теорию гражданского и уголовного права, политическую экономию. С 1811 года — ординарный профессор Московского университета. Декан нравственно-политического факультета Московского университета (1816-1818, 1820-1828, 1830-1834). Трижды избирался проректором университета. В течение 18 лет был цензором Московского цензурного комитета, 20 лет входил в Комитет испытания гражданских чиновников, 22 года был инспектором классов в московских Александровском и Екатерининском училищах.
В декабре 1830 года вышел в отставку с присвоением звания Заслуженного профессора Московского университета. Умер в 1835 году, был похоронен на Дорогомиловском кладбище.
Лев Алексеевич Цветаев был одним из выдающихся профессоров Московского университета: одарённый юридическим тактом, способностью к отчетливому аналитическому мышлению, он был вместе с тем и опытным наставником. Цветаев немало способствовал развитию научного понимания законов; этико-политические науки много обязаны ему как своим развитием, так и выработкой научного языка (изложение сочинений Цветаева можно назвать для того времени образцом дидактического слога).
Цветаев, оставивший после себе целое поколение учеников, является одним из выдающихся профессоров московского университета: он был не только талантливым ученым, одаренным юридическим тактом, светлым умом, способным к отчетливому аналитическому мышлению, но и опытным наставником. Цветаев немало способствовал развитию научного понимания законов; этико-политические же науки много обязаны ему как своим развитием, так и выработкой научного языка (слог сочинений Цветаева можно назвать, для своего времени, образцом дидактического). Некрологи, кроме того, отмечают любовь к правде и благотворительность Цветаева, его твердый характер, доброе, отзывчивое сердце и редкое радушье (о том же говорится в неизданных письмах И. И. Срезневского от 1829 г.).

## Труды
- «Первые начала прав частного и общего с присовокуплением оснований народного права» (1823; к этому сочинению прибавлена статья «Введение в нравственную метафизику»);
- «Первые начала политической экономии, извлечение из политической экономии Шлецера» (М., 1823);
- «Начертание уголовных законов» (М., 1825);
- «Основания права частного и гражданского» (М., 1825).

Римскому праву им были посвящены сочинения:
- «Краткая история римского права» (1812, по сочин. Баха);
- «Начертание римского гражданского права» (1817, по руководству Вальдека, в 1824 г. — 2 изд.);
- «О влиянии правоведцев на усовершенствование римского права» (М., 1830);
- «Учебная книга римского гражданского права» (2 ч., 1834).